# Jan Paleolog
Jan Paleolog (gr.) Ἱωάννης Δούκας Παλαιολόγος, (ur. 1225/30, zm. 1274) – sebastokrator 1258-260, despota 1260-1274, brat cesarza Michała VIII Paleologa. 

## Życiorys
Był synem Andronika Paleologa. W 1259 był dowódcą wojsk bizantyńskich w bitwie pod Pelagonią. W 1260 razem z Aleksym Strategopulosem zajął Artę. W 1260 otrzymał tytuł despoty i zarząd nad Tesaloniką. Od 1264 przebywał w Azji Mniejszej, gdzie doprowadził do pokoju z Turkami. W 1274 prowadził działania wojenne przeciw Janowi I Angelosowi wspartemu przez łacinników z Księstwa Aten. 